# Balzac (Alberta)
Pour les articles homonymes, voir Balzac.
Balzac est un hameau (hamlet) du Comté de Rocky View, situé dans la province canadienne d'Alberta. Depuis l'expansion des limites de la ville de Calgary en 2007, Balzac est désormais adjacente à Calgary ; le hameau se situe directement à l'ouest de l'autoroute Queen Elizabeth II (sortie 275).
Le Canadien Pacifique créa une gare de chemin de fer à Balzac en 1910 ; le nom fut donné par le président du Canadien Pacifique, William Cornelius Van Horne, en hommage à un de ses auteurs préférés, Honoré de Balzac.